# Villa Huidobro
Pour les articles homonymes, voir Huidobro.
Villa Huidobro est une ville de la province de Córdoba, en Argentine, et le chef-lieu du département General Roca. Elle est également connue sous le nom de Cañada Verde.
La ville tient son nom d'un militaire argentin du XIXe siècle, José Ruiz Huidobro, héros de l'indépendance.

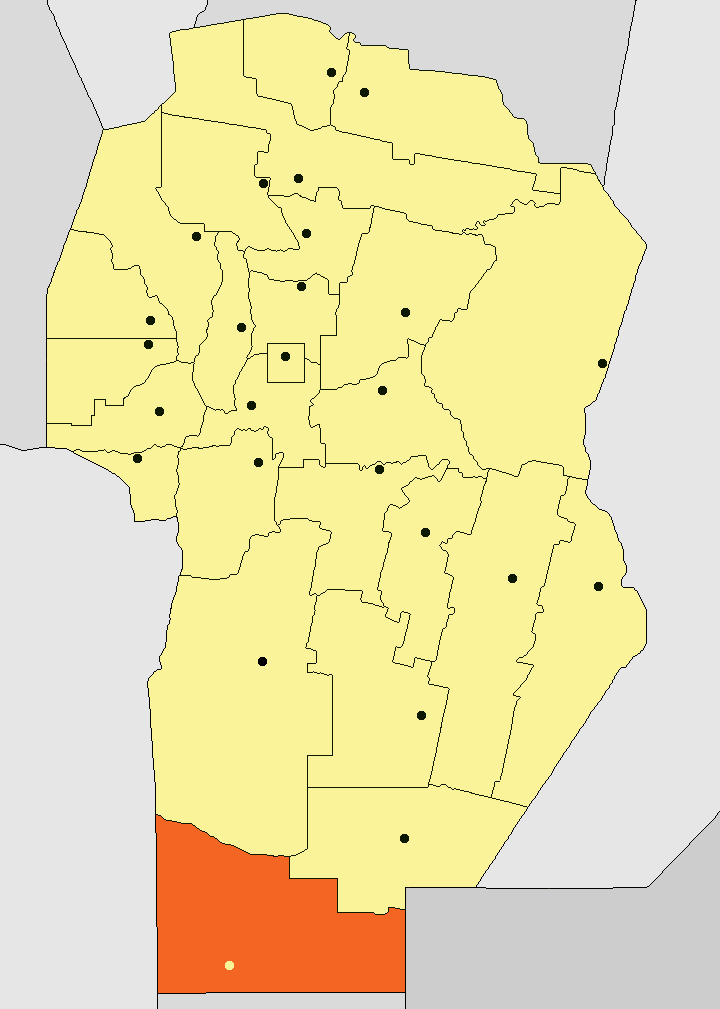
Localisation de la ville dans la province.

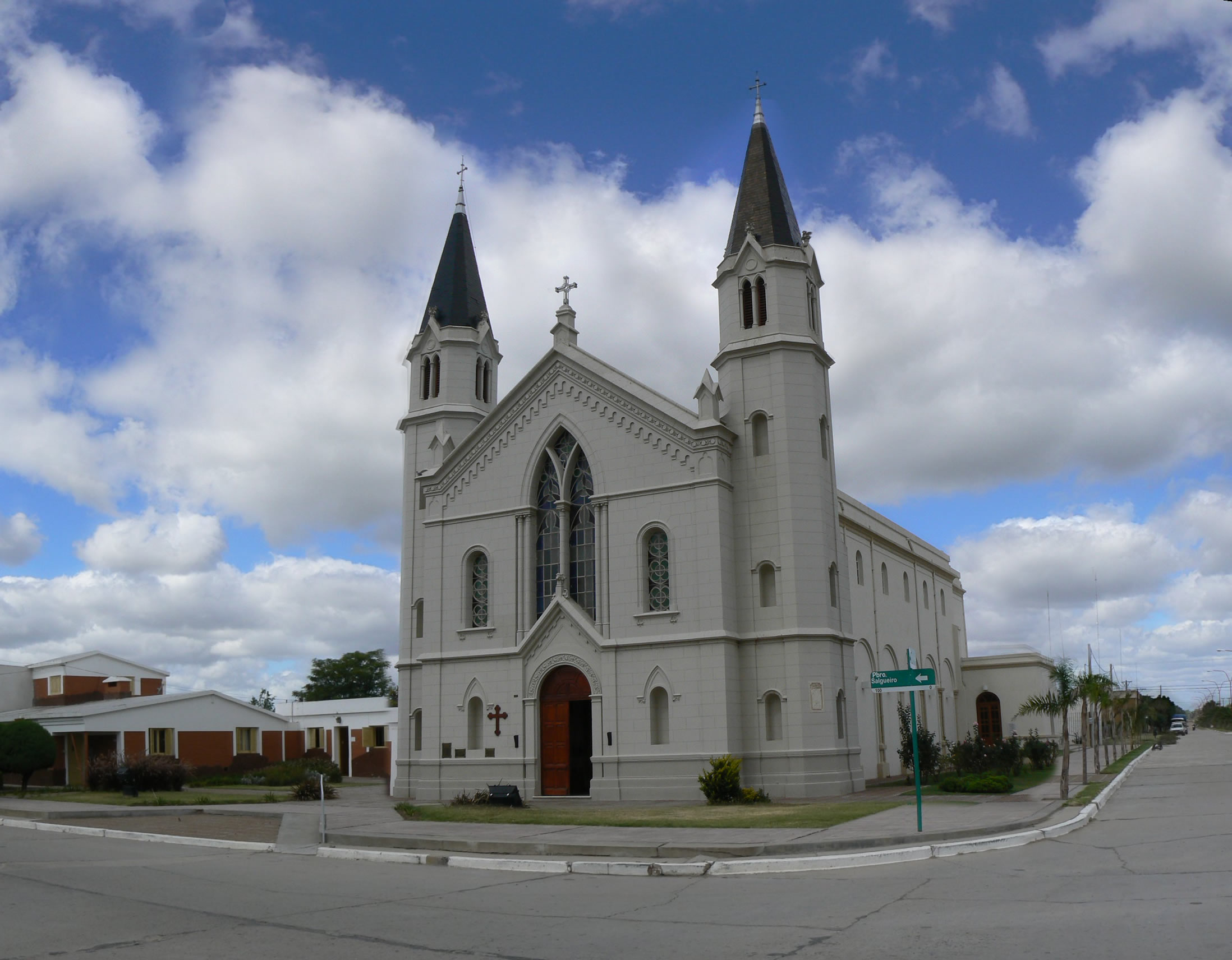
Parroquia Natividad de Maria.